# Sacha-inchiolie
Sacha-inchiolie is een plantaardige spijsolie die geperst wordt uit zaden van de Zuid-Amerikaanse sacha-inchistruik (wetenschappelijke naam: Plukenetia volubilis).
Deze struik komt voor in Peru en Colombia, waar de olie al vele eeuwen gebruikt wordt en bekendstaat om de heilzame werking.
De olie bevat ruim 48% omega 3-vetzuren (alfalinoleenzuur), 35% omega 6 (linolzuur) en 9% omega 9 (oliezuur). Naast deze essentiële vetzuren bevat de olie ook de vitamines A en E, bovendien is de olie aangenaam van smaak.
De olie wordt op tamelijk grote schaal geteeld en gewonnen, wordt geëxporteerd naar Japan, Verenigde Staten en Europa.
Borageolie · Castorolie (Wonderolie) · Jatrophaolie · Katoenzaadolie · Kokosolie · Koolzaadolie · Lijnzaadolie · Maisolie · Olijfolie · Palmolie · Palmpitolie · Pindaolie · Raapolie · Rijstolie · Saffloerolie · Sesamolie · Sojaolie · Teunisbloemolie · Walnootolie · Zonnebloemolie